# Пјер Брантом
Пјер Брантом (фр. Pierre Brantôme; око 1535 — 1614) био је француски дворанин, ратник и хроничар.
Писао је, поред осталог, о животу великих војсковођа и о неким вешто изведеним повлачењима, која он изједначује са победом. Добар посматрач, префињен дух, али није сасвим поуздан ни дубок. Дела су му објављена више пута, почев од 1665, а најпотпуније 1864-1882 заслугом Историјског друштва Француске.